# Barbara Zinn
Barbara Zinn (* 1952 in Fürstenwalde/Spree) ist eine deutsche Schauspielerin und Hörspielsprecherin.

## Leben
Nach einer Ausbildung zur Buchhändlerin studierte Barbara Zinn Schauspiel an der Hochschule für Schauspielkunst „Ernst Busch“ Berlin. Stationen ihrer Bühnenlaufbahn waren ab 1974 das Theater Prenzlau, ehe sie 1977 nach Leipzig an das dortige Kinder- und Jugendtheater wechselte. Seit 1983 ist Zinn am neuen theater Halle engagiert.
Gelegentlich steht Zinn auch vor der Kamera, wirkte hier unter anderem in mehreren Tatort- und Polizeiruf-110-Folgen mit. Daneben arbeitete sie ab 1978 einige Jahre lang als Sprecherin in Hörspielproduktionen des DDR-Rundfunks.

## Filmografie
- 1980: Die Verlobte
- 1983: Polizeiruf 110 – Der Selbstbetrug
- 1985: Der Staatsanwalt hat das Wort – Verblendet
- 1985: Polizeiruf 110 – Traum des Vergessens
- 1988: Polizeiruf 110 – Still wie die Nacht
- 1991: Heute sterben immer nur die andern
- 1991: Trutz
- 1992: Tatort – Ein Fall für Ehrlicher
- 1994: Tatort – Laura mein Engel
- 2002: SOKO Leipzig – Der Musenkuss
- 2012: In aller Freundschaft – Noch mal mit Gefühl

## Hörspiele
- 1978: Iwan, der Dummkopf – Autor: Lew Tolstoi – Regie: Annegret Berger
- 1978: Legende vom ewigen Leben – Autor: Horst-Ulrich Semmler – Regie: Horst Liepach
- 1978: Geheimauftrag – Autor: Joachim Witte – Regie: Renée Eigendorf
- 1980: Zwei Flaschen Bier – Autor: Stephan Göritz – Regie: Walter Niklaus
- 1980: Der dritte Wunsch – Autor: Manfred Kryzek – Regie: Walter Niklaus
- 1981: Superperfektion – Autor: Horst Berensmeier – Regie: Walter Niklaus
- 1983: Hella (13 Folgen) – Autorin: Inge Ristock – Regie: Annegret Berger
- 1984: Die Testamentseröffnung – Autorin: Susanne Winter – Regie: Annegret Berger
- 1984: Abgründe – Autorin: Sybill Mehnert – Regie: Annegret Berger
- 1984: Im Herbststurm – Autorin: Barbara Neuhaus – Regie: Annegret Berger
- 1986: Beziehungen – Autor: Jan Eik – Regie: Annegret Berger